# Varanus tristis
Varanus tristis — представник родини варанів. Має 2 підвиди. Інші назви «чорноголовий варан» та «варан Шлегеля».

## Опис
Загальна довжина сягає 70—80 см. Спина сірого, коричневого або чорного кольору. Голова та шия зовсім чорні. Голова й тулуб до основи хвоста вкриті яскравими цяточками з темним центром й блідими краями, зібраними у рядки. Інша частина хвоста темна і не має крапок. Лапи чорні з маленькими білими крапочками. Хвіст круглий в перетині, його довжина хвоста у 1,5—2,3 раза довший за голову та тулуб. Луска на голові маленька і гладенька. Ніздрі трохи ближче до кінчика морди, ніж око.

## Спосіб життя
Полюбляє лісисту та суху місцину. Живе на деревах, веде потайний спосіб життя. Добре лазить. Втім полює здебільшого на землі. Активний вдень. Харчується ящірками, великими комахами, пташиними яйцями, пташенятами, земноводними.
Це яйцекладна ящірка. Парування відбувається в дуплі дерева, в якому самець знаходить самку. Наприкінці червня—на початку липня самиця відкладає 5-17 яєць. Через 114—117 днів з'являються молоді варани довжиною 7,2—7,3 см.

## Розповсюдження
Це ендемік Австралії. Мешкає у штатах Вікторія, Новий Південний Велс, Південна Австралія.

## Підвиди
- Varanus tristis tristis
- Varanus tristis orientalis